# 寒竹隼人
寒竹 隼人（かんたけ はやと、1986年8月1日 - ）は、日本の男子プロバスケットボール選手である。福岡県福岡市出身でB.LEAGUEのライジングゼファーフクオカ所属。ポジションはSF。194cm、90kg。

## 来歴
福岡市立友泉中学入学後にバスケットボールを始める。卒業後に進学した名門福岡大大濠高校では2年時にインターハイ・ウィンターカップでともに準優勝。3年時はウィンターカップ県予選で福岡第一高に敗れ本大会出場を逃すなどしたが、個人ではジュニア日本代表にも選出される。堤啓士朗、山下泰弘は高校時代のチームメイトである。男はつらいよの熱狂的ファンである。
拓殖大学進学後、2007年ユニバーシアードに出場。ベスト4となる。
2009年、トヨタ自動車（現：アルバルク東京）に入社。
2011年、bjリーグドラフト会議にて全体2位で岩手ビッグブルズに指名され入団。
2012年、石橋晴行との交換トレードで京都ハンナリーズへ移籍。
2014年、トレードで岩手ビッグブルズに復帰。
2016年、島根スサノオマジックへ移籍。主力としてB1昇格に貢献する。
2017年、大阪エヴェッサへ移籍。
2018年、琉球ゴールデンキングスへ移籍。
2020年、仙台89ERSへレンタル移籍。背番号を58に変更した。
2021年、仙台に完全移籍。背番号を12に戻す。
2023年、ライジングゼファーフクオカへ移籍。

## 経歴
- 拓殖大学 - トヨタ自動車（2009年～2011年） - 岩手（2011年～2012年） - 京都（2012年～2014年） - 岩手（2014年～2016年） - 島根（2016年～2017年） - 大阪（2017年～2018年）-琉球（2018年〜2020年）

## 日本代表歴
- 2004年アジアジュニア選手権
- 2007年ユニバーシアード

## 成績
| シーズン         | チーム | GP | GS | MPG  | FG%  | 3P%  | FT%  | RPG | APG | SPG | BPG | TO  | PPG |
| ---------------- | ------ | -- | -- | ---- | ---- | ---- | ---- | --- | --- | --- | --- | --- | --- |
| bjリーグ 2011-12 | 岩手   | 52 | 20 | 23.2 | .345 | .238 | .667 | 2.3 | 0.9 | 0.4 | 0.2 | 0.8 | 5.9 |
| bjリーグ 2012-13 | 京都   | 50 | 26 | 14.0 | .386 | .258 | .706 | 1.4 | 0.6 | 0.3 | 0.2 | 0.6 | 3.6 |
| bjリーグ 2013-14 | 京都   | 48 |    | 10.1 | .364 | .378 | .500 | 1.0 | 0.4 | 0.2 | 0.1 | 0.6 | 3.1 |